# ルノー・11
ルノー・11(Renault 11/R11)は、フランスのルノーが製造・販売していた自動車である。

## 概要
4ドアセダンであるルノー・9のハッチバック版で、ルノー・14の後継車として1983年に販売を開始した。
外観デザインはルノー・アライアンス（アメリカン・モーターズによる9の北米生産車）と同様の角型4灯ヘッドランプのフロントマスクで登場。1985年に9も同じマスクにフェイスリフトしている。リアはガラスハッチを採用。1986年に9とともにマイナーチェンジ（フェイズ2）して横長ヘッドランプに変わった。
メカニズム面は、9と共有する。エンジン横置きのジアコーサ方式前輪駆動で、サスペンションはフロントがマクファーソンストラット、リアがトレーリングアーム+横置きトーションバー。当初のエンジンはOHV1.1/1.4 Lの2種で、1984年にはSOHC1.7 L、1.6 Lディーゼル、そして3ドアには1.4 Lターボ (105 PS) を追加した。1985年には5ドアにもターボを追加。1986年に1.1 Lを1.2 Lに換装したほか、ターボの出力が115 PSにアップしている。
1989年、9とともに生産を終え、ルノー・19が後を継いだ。
なお、1,400ccターボエンジン搭載モデルは、WRCに参戦していた。
アメリカでは1983年（1984年モデルイヤー）からルノー傘下のアメリカン・モーターズ(AMC)にて「ルノー・アンコール(Encore)」の名で、前年にデビューした9ベースの「アライアンス(Alliance)」とともに生産された。1987年はモデルが統合されてアンコールの名が消え「アライアンス・ハッチバック」となったが、AMCがクライスラーに売却された同年限りで生産を終えた。

## 画像

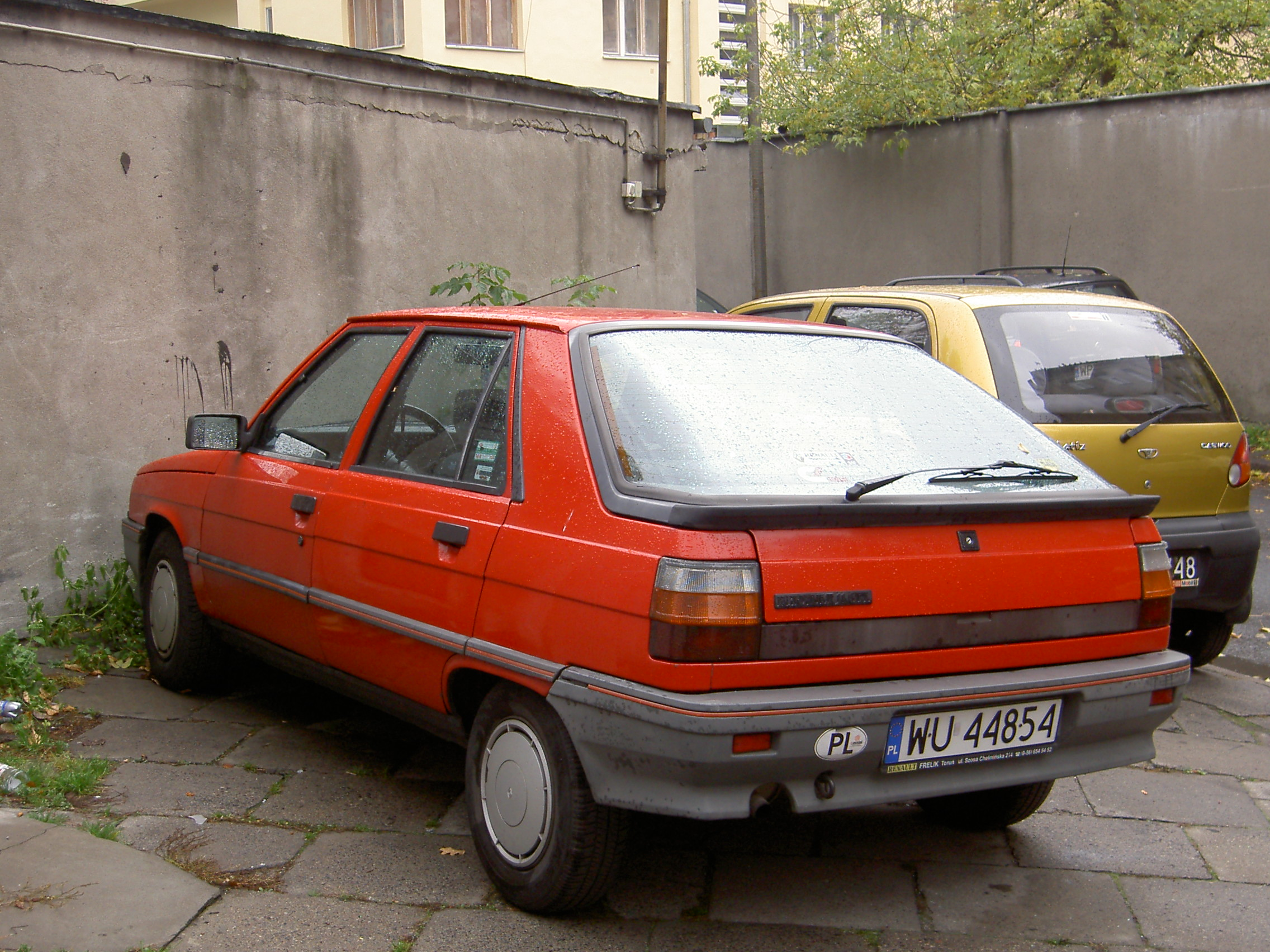
リア (5ドア)
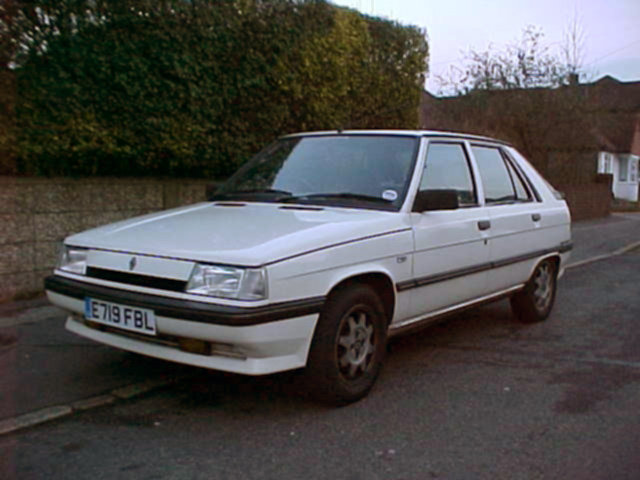
11GTL フェイズ2
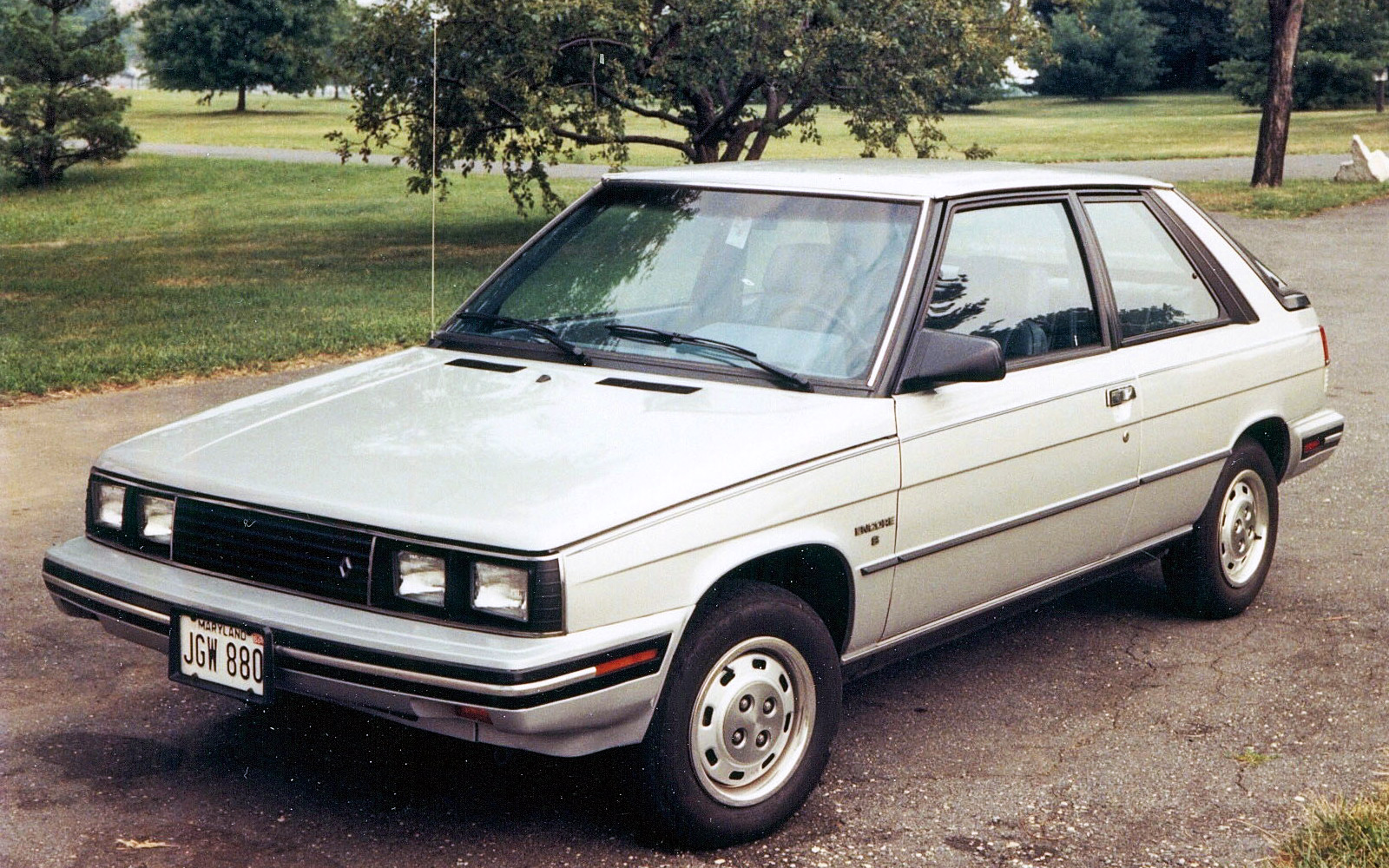
アンコール (北米仕様、1985年)

## 車名
フランス語では「11」を「オンズ」(仏: onze)と読む。